# Lekkere boterham
Lekkere boterham is een lied van de dj's Natte Visstick en Vieze Asbak. Het werd in 2022 als single uitgebracht.

## Achtergrond
Lekkere boterham is geschreven en geproduceerd door Natte Visstick en Vieze Asbak. Het is een nummer dat past in het genre memetechno. Het is na Visstick gooi die kanker kick het tweede nummer uit dit genre dat een bescheiden hit werd en de eerste keer dat de twee artiesten met elkaar samenwerken. Het nummer samplet een stukje uit de televisieserie Mocro Maffia.

## Hitnoteringen
De artiesten hadden bescheiden succes met het lied in Nederland. Het piekte op de 37e plaats van de Single Top 100 in de drie weken dat het in deze hitlijst te vinden was. De Top 40 en haar Tipparade werden niet bereikt.